# 尤爾琴科韋 (沃夫昌斯克市鎮)
尤爾琴科韋（烏克蘭語：Юрченкове）是位於烏克蘭東部的村莊，由哈爾科夫州丘胡伊夫区的沃夫昌斯克市鎮負責管轄。該村距離白科洛佳濟1公里，始建於1780年，面積0.22平方公里，海拔高度163米，2001年人口933。